# Kabupaten Pontianak
Kabupaten Pontianak är ett kabupaten i Indonesien.   Det ligger i provinsen Kalimantan Barat, i den västra delen av landet, 800 km norr om huvudstaden Jakarta. Antalet invånare är 234 021.